# Tephrosia remotiflora
Tephrosia remotiflora är en ärtväxtart som beskrevs av George Bentham. Tephrosia remotiflora ingår i släktet Tephrosia och familjen ärtväxter. Inga underarter finns listade i Catalogue of Life.